# Zakaria Diallo
Zakaria Diallo (* 13. August 1986 in Équemauville) ist ein französisch-senegalesischer ehemaliger Fußballspieler.

## Karriere

### Anfänge
Diallo begann seine fußballerische Karriere bei der AS Trouville-Deauville, für die er bis 2009 spielte. Anschließend wechselte er für zwei Monate zur zweiten Mannschaft des AC Le Havre. Im September 2009 unterschrieb er seinen ersten Vertrag im Erwachsenenbereich bei der AS Beauvais. Bei einem 0:0-Unentschieden gegen den Paris FC debütierte er in der National, als er in der Startelf stand. Sein erstes Tor für Beauvais schoss er am 2. April 2010 (31. Spieltag) gegen SO Cassis Carnoux in der 16. Minute zur 1:0-Führung (4:0).
Nach einer Saison in Frankreich dritthöchster Spielklasse wechselte Diallo nach Belgien zum Erstdivisionär Sporting Charleroi. Dort debütierte er am 22. August 2010 (4. Spieltag) bei der 1:3-Niederlage gegen KAA Gent, als er in der 64. Minute für Ederson Tormena ins Spiel kam. Bei Charleroi war er jedoch nicht gesetzt und spielte nur sechsmal in der gesamten Saison.

### FCO Dijon
Daraufhin wechselte er ablösefrei in die Ligue 1 zum FCO Dijon, wo er einen Drei-Jahres-Vertrag unterschrieb. Sein Debüt gab er am 7. August 2011 (1. Spieltag) bei einer hohen Niederlage gegen Stade Rennes über die vollen 90 Minuten. Jedoch wurde er im Anschluss nicht mehr eingesetzt und spielte in der gesamten Saison lediglich dreimal. Dijon stieg jedoch nach der Saison als Tabellenvorletzter aus der Ligue 1 ab. Auch in der Ligue 2 war er zunächst kein Stammspieler, schoss jedoch bei seinem zweiten Saisoneinsatz gegen den FC Nantes am 29. Spieltag sein erstes Tor im neuen Verein. In der gesamten Saison schoss er drei Tore in elf Ligaspielen. Zur Saison 2013/14 schaffte er schließlich den Sprung in die erste Elf und spielte 33 Mal, wobei er an fünf Tore direkt beteiligt war. 2014/15 wiederum war er wieder nicht gesetzt und spielte nur 17 Mal in der Meisterschaft.

### Zeiten als Wandervogel
Im Sommer 2015 wechselte er zum Ligakonkurrenten AC Ajaccio. Sein Debüt gab er am 31. Juli 2015 (1. Spieltag) bei einem 0:0-Unentschieden gegen seinen Exverein FCO Dijon in der Startelf. In Ajaccio war er absolut gesetzt und spielte 37 von 38 möglichen Ligaduelle. Nach der Saison wechselte er allerdings zu einem direkten Ligakonkurrenten, zu Stade Brest. Für Brest debütierte er am 29. Juli 2016 (1. Spieltag) gegen den GFC Ajaccio, als er in der 85. Minute für Valentin Lavigne eingewechselt wurde. Am 30. September 2016 (10. Spieltag) schoss er gegen seinen ehemaligen Verein AC Ajaccio sein erstes Tor in der 80. Minute zum Ausgleich. In der gesamten Saison schoss er noch zwei weitere Tore in insgesamt 35 Ligaspielen. Nachdem er in der Folgesaison nur zweimal zum Einsatz kam und dabei eine rote Karte sah, wechselte er in die MLS zu Montreal Impact. Dort stand er jedoch nur einmal im Kader aufgrund einer Achillessehnenverletzung. In der Saison 2019 debütierte er am 3. März 2019 (1. Spieltag) gegen die San Jose Earthquakes, als er über die vollen 90 Minuten spielte und außerdem ein Tor vorbereitete. Am 9. Mai 2019 (11. Spieltag) schoss er gegen die New York Red Bulls bereits sein erstes Tor für den Verein. Die Saison beendete er mit zwei weiteren Toren in 24 Spielen und dem Gewinn des kanadischen Fußballpokals. Nach der Saison dort wechselte er zurück nach Frankreich in die Ligue 2 zum RC Lens. Am 17. August 2019 (4. Spieltag) stand er gegen den AC Le Havre das erste Mal auf dem Platz und gab somit sein Vereinsdebüt. Ab diesem Spiel spielte er bis zum Saisonabbruch jedes Spiel, also 25 Mal. Nach dem Aufstieg in die Ligue 1 verlor er jedoch seinen Stammplatz und spielte kein einziges Spiel mehr. Schließlich verließ er den RC Lens nach der Saison 2020/21 und war vereinslos.

### Karriereausklang
Mitte August 2021 wechselte Diallo schließlich nach Kuwait zu A-Shabab. Nach nur einem halben Jahr dort wechselte er nach Indien zum NorthEast United FC und absolvierte dort bis zum Saisonende sieben Ligapartien. Am 26. Juli 2022 kehrte er dann zu seinem ehemaligen Verein, dem französischen Zweitligisten AC Le Havre, zurück.

## Erfolge
Montreal Impact
- Kanadischer Pokalsieger: 2019

RC Lens
- Zweiter der Ligue 2 und Aufstieg in die Ligue 1: 2020